# Dorfkirche Liebätz

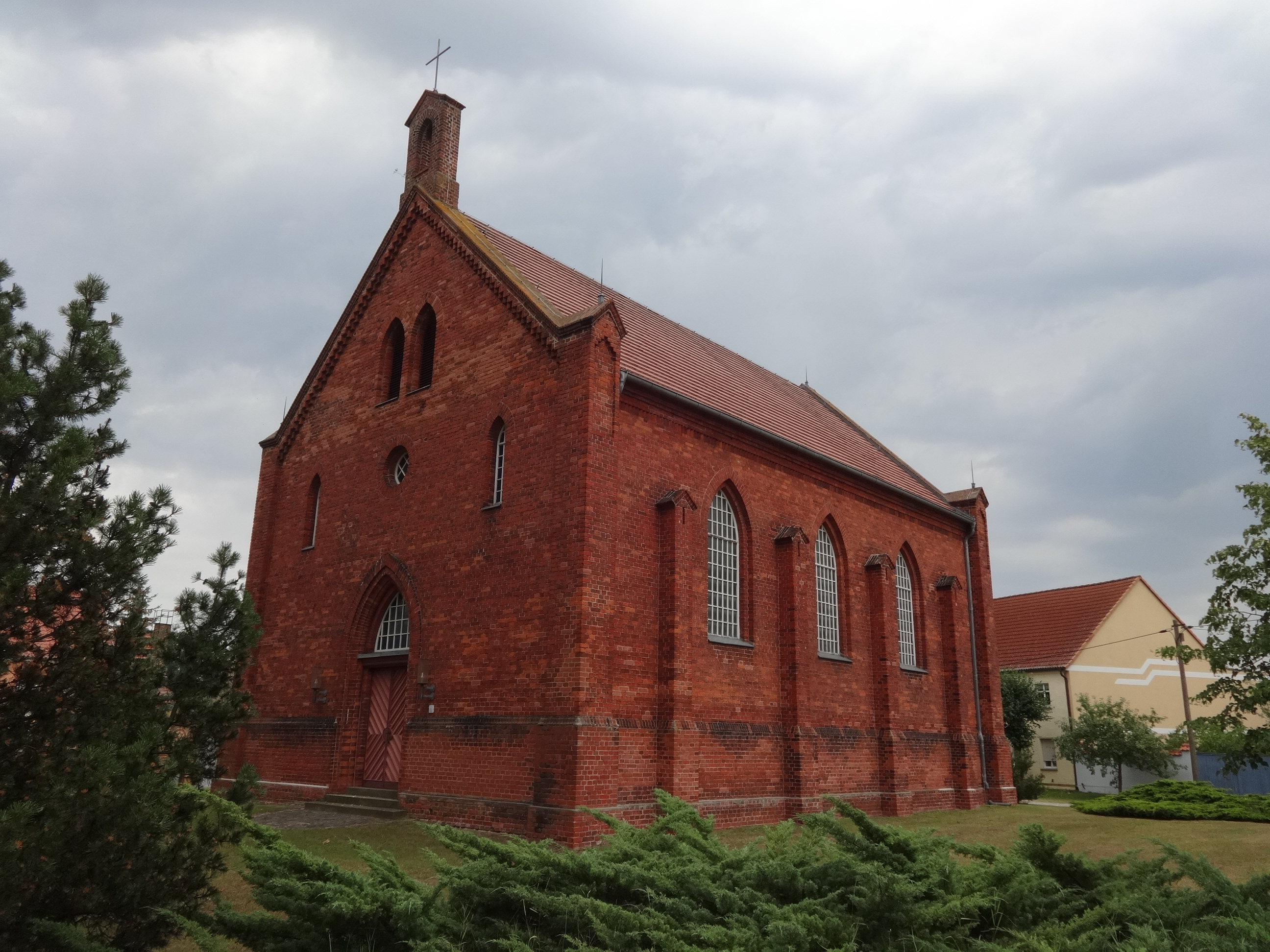
Dorfkirche Liebätz

Die evangelische Dorfkirche Liebätz ist eine Saalkirche in Liebätz, einem Ortsteil der Gemeinde Nuthe-Urstromtal im Landkreis Teltow-Fläming in Brandenburg.

## Geschichte
Ein erster Sakralbau entstand im Jahr 1598, wurde aber 1637 im Dreißigjährigen Krieg bereits vollständig zerstört. 1655 baute die Kirchengemeinde das Bauwerk neu auf. Im 18. Jahrhundert erhielt sie zwei Emporen, gleichzeitig stellte die Gemeinde die Kanzel von ihrer seitlichen Position als Kanzelaltar in die Mitte des Chors. Gegen Ende des 18. Jahrhunderts war sie jedoch so baufällig geworden, dass Handwerker zunächst den Kirchturm abstützten mussten und schließlich das gesamte Bauwerk zurückbauten. 1856 entstand ein Neubau, der im 21. Jahrhundert noch vorhanden ist. Im Ersten Weltkrieg musste die Kirchengemeinde eine der beiden Glocken als Metallspende des deutschen Volkes abgeben. Im Zuge der Kampfhandlungen im Zweiten Weltkrieg wurde das Bauwerk – darunter auch die Orgel und die verbliebene Glocke – durch Artilleriebeschuss zerstört und nach Kriegsende von den Bewohnern wieder aufgebaut. Eine erneute Kirchweihe fand im Jahr 1952 statt. 2002 konnte die Kirchengemeinde eine neu gegossene Glocke einweihen.

## Architektur

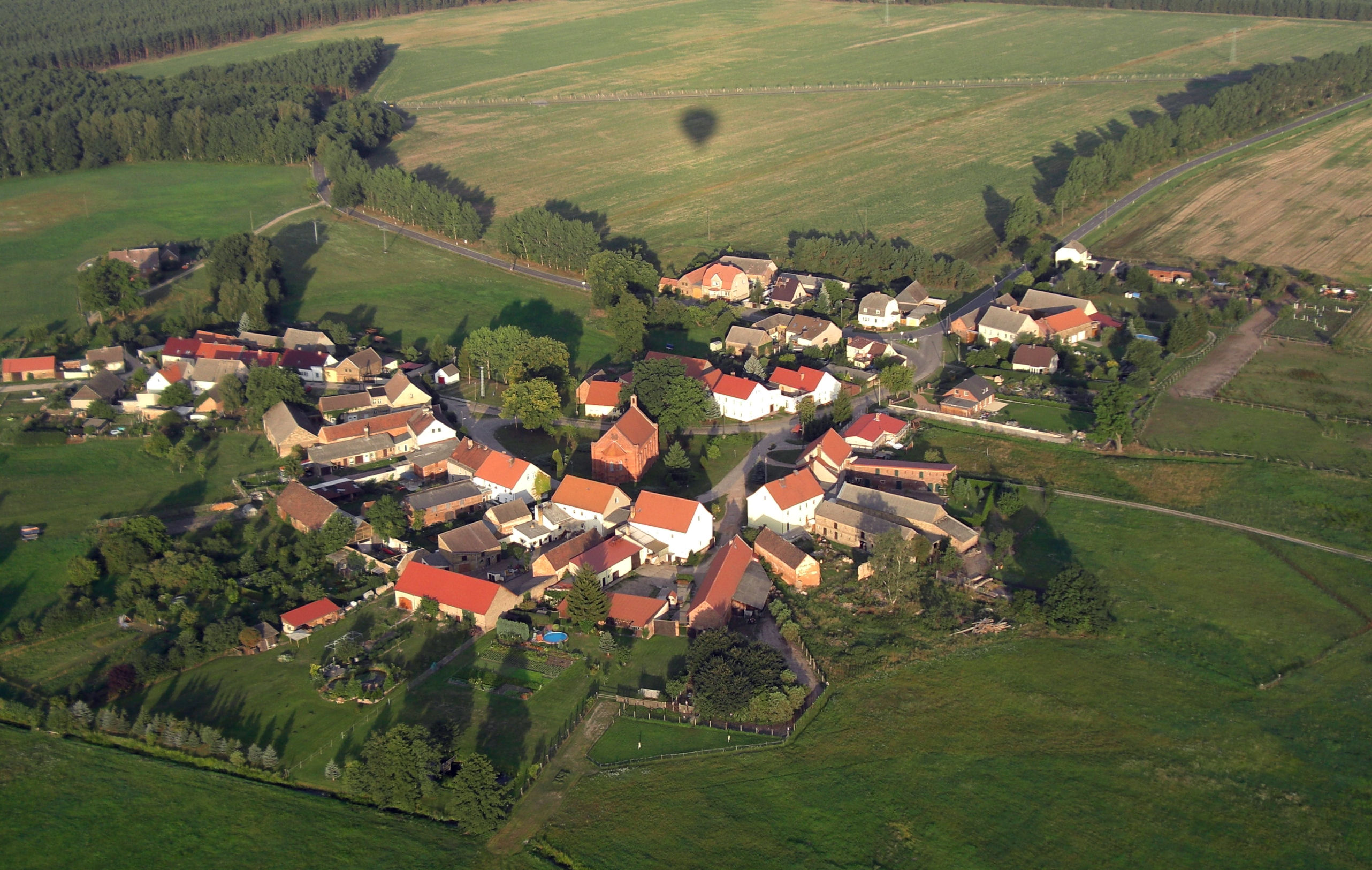
Luftaufnahme des Dorfes, 2008

Das Bauwerk wurde im Stil der Neugotik aus rötlichem Mauerstein errichtet. Die Nord- und Südseite des Kirchenschiffs sind streng gegliedert: drei hohe Lanzettfenster, die gleichmäßig auf der Wand verteilt wurden gruppieren sich um je einen, einfach gestuften Strebepfeiler, der die Form des Bauwerks nochmals betont. Die Ecken des Bauwerks sind mit Lisenen hervorgehoben. An der Westseite kann das Bauwerk durch ein spitzbogenförmiges, zweifach gestuftes Portal betreten werden. Im oberen Geschoss der Westwand finden sich zwei schlanke Lanzettfenster an den Außenseiten, die mittig um ein Rundfenster angeordnet wurden. Im Giebel sind zwei Klangarkaden erkennbar. Aus Kostengründen hatte die Kirchengemeinde bei dem erneuten Neubau auf einen Turm verzichtet und stattdessen ein kleines Dachtürmchen mit einem Kreuz oberhalb des westlichen Giebels errichtet. Der eingezogene Chor wurde hingegen mit einem Fünfachtelschluss versehen. Dort sind drei kleinere Lanzettfenster eingebaut, die von zweifach gestuften Strebepfeilern flankiert werden. Im Giebel sind ebenfalls zwei Öffnungen eingebaut, die die Form der Klangarkaden auf der gegenüberliegenden Seite aufnehmen. Ein Fries verziert den Übergang zum Satteldach.

## Ausstattung
Die Kirchenausstattung stammt einheitlich aus dem Jahr 1952. Das Harmonium baute die Firma Lindholm mit zwei Manualen und einem Pedal. Im Giebelturm hängt eine Glocke, die im Zweiten Weltkrieg erheblich beschädigt und 2002 neu gegossen wurde.